# Индуистская политика
Индуистская политика (англ. Hindu politics) — политическое движение в Индии, базирующееся на индуизме или вдохновлённое идеями индуизма. Наиболее многочисленным индуистским политическим движением в современной Индии является индуистский национализм.

## История
Индуистская политика зародилась в Индии вместе с реформаторским движением в индуизме, которое появилось в период британского колониального господства. Наиболее сильным реформаторское движение было в Бенгалии. Его идеологи попытались совместить с индуизмом некоторые западные идеи. При этом, одни из них предпринимали попытки порвать со своим прошлым, а другие — сохранить индуистское наследие в несколько адаптированной форме. Первыми индуистскими деятелями, сформулировавшими основанную на индуизме программу политических и социальных реформ в Индии, были Даянанда Сарасвати, Банким Чандра Чаттерджи и Вивекананда. Основное направление в развитии индуистской политики в Индии было определено такими деятелями, как Ауробиндо, Винаяк Дамодар Саваркар и Голвалкар.
В современной индийской политике, индуизм и его идеи являются важным предметом обсуждения. Индуистские религиозные меньшинства играют важную роль также и в таких странах, как Бангладеш, Пакистан и Шри-Ланка. Индуистские религиозные символы и святыни часто используются в политических кампаниях индийских политиков. Например, индо-мусульманский конфликт в Айодхье с подачи «Бхаратия джаната парти» обсуждался как проблема общенационального значения.
В конце XX, начале XXI века, ряд авторов в своих книгах осветил идею индуизма как политической силы. Наиболее известные авторы, комментирующие индуистскую политику, это Сита Рам Гоэл, Рам Сваруп, Арун Шоури и Конрад Эльст.

## Идеологии
- Индуистский национализм — политическая философия культурного национализма. Последователи идей индуистского национализма утверждают, что их вдохновителями являются Вивекананда, Ауробиндо и современные индуистские гуру.
- Хиндутва («индусскость») — политическая идеология, впервые представленная Винаяком Дамодаром Саваркаром, который определил понятие «индус» в националистическом, а не в религиозном контексте[3].
- Интегральный гуманизм — официальная идеология «Бхаратия джаната парти».

## Партии и общественные организации
К числу индуистских политических партий изначально принадлежали «Хинду Махасабха» и «Рам раджья паришад». В современной индийской политике индуизм представляет партия «Шив сена» («Армия Шивы»). Такие партии, как «Джана сангха» и «Бхаратия джаната парти» также принято считать индуистскими, хотя сами они отрицают это. Индуистские политические партии также были образованы в Бангладеш («Банга сена») и Маврикии, где они выступают в защиту индуистских традиций и прав индуисткого меньшинства населения.
Одной из самых молодых индуистских общественно-политических организаций является «Хинду джанаджагрути самити». Она ставит своей целью обучение индусов принципам индуизма и их сплочение в законной борьбе с антииндусскими и антииндийскими проявлениями в современном индийском обществе.